# Ganggrab Jættehøj
Das Ganggrab Jættehøj (auch Jættehøjgård genannt) liegt nordwestlich von Slangerup und der Straße 6/53 auf der dänischen Insel Seeland. Das Großsteingrab stammt aus der Jungsteinzeit etwa 3500–2800 v. Chr. und ist eine Megalithanlage der Trichterbecherkultur (TBK). Neolithische Monumente sind Ausdruck der Kultur und Ideologie neolithischer Gesellschaften. Ihre Entstehung und Funktion gelten als Kennzeichen der sozialen Entwicklung.

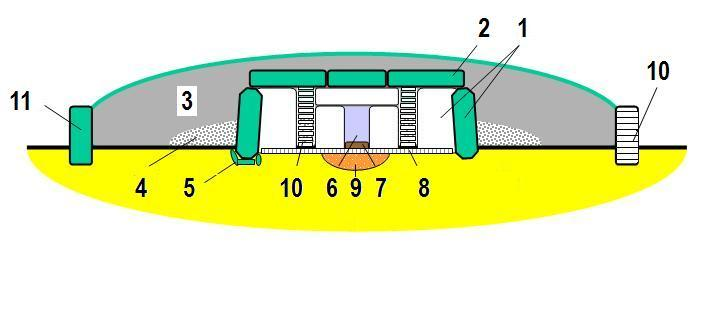
Schema Ganggrab (Querschnitt) 1=Trag-, 2= Deckstein, 3=Erdhügel, 4=Dichtung, 5=Verkeilsteine, 6=Zugang, 7= Schwellenstein. 8=Bodenplatten, 9=Unterbodendepots, 10=Zwischenmauerwerk 11=Randsteine

Ein etwa 3,0 m hoher Rundhügel dieses Namens liegt im Norden der Gemeinde Vejen in Jütland, eine weitere Anlage mit dem Namen Jættehøj oder Maglehøj liegt am Maglehøjvej bei Hårlev im Südosten von Seeland und eine Anlage dieses Namens liegt auf Lolland.

## Beschreibung
Der Jættehøj (deutsch „Riesenhügel“) ist ein etwa 20,0 m messender runder Grabhügel mit einer Höhe von etwa vier Metern, in dem sich ein gut erhaltenes Ganggrab (dänisch Jættestue) befindet. Die Kammer besteht aus acht Trag- und einem Deckstein. Vom Gang existieren noch mehrere Tragsteinpaare, von denen aber nur das unmittelbar vor der Kammer noch seinen Deckstein besitzt. Die kleine Kammer misst 2,5 × 1,75 m und ist mit einer Höhe von 1,8 m relativ hoch. Eine zweite Kammer im selben Hügel scheint abgetragen worden zu sein.